# Cuorincoro
Cuorincoro è il secondo album dal vivo del cantautore italiano Gigi D'Alessio, pubblicato l'11 novembre 2005.

## Descrizione
Uscito a seguito del successo di Tutto in un concerto, anche in questo album, come accadde per la precedente incisione dal vivo, sono incluse due tracce inedite: M'innamorerò sempre di te e Fino a quando scure notte.

## Tracce

### CD 1
Testi di Vincenzo D'Agostino, musiche di Gigi D'Alessio, eccetto dove indicato.
1. M'innamorerò Sempre Di Te – 4:07 (Gigi D'Alessio) – inedito
2. Non C'è Vita Da Buttare – 7:06
3. Mon Mollare Mai – 3:59
4. La Donna Che Vorrei (con Lee Ryan) – 4:21
5. Miele – 3:57
6. Il Cammino Dell'Età – 4:24
7. Le Mani – 3:57
8. Medley Sanremo (Non Dirgli Mai, Tu Che Ne Sai, L'amore Che Non C'é) – 8:41
9. Un Nuovo Bacio (Anna Tatangelo) – 4:12
10. Liberi Da Noi – 4:46
11. Fiore – 4:01

### CD 2
1. Insieme A Lei – 5:17
2. Spiegheme Cherè – 4:15
3. Mon Amour – 4:50
4. Una Notte Al Telefono – 5:39
5. Medley (Dove Sei, Quel Che Resta Del Mio Amore, Io Vorrei, Come In Un Film, Sei Importante, Campioni Nel Cuore) – 7:26
6. Come Suena El Corazon – 4:26
7. La Forza Delle Donne – 5:02
8. Baila – 4:00
9. Quanti Amori – 5:03
10. Fino A Quando Scure – 4:25 (Gigi D'Alessio) – inedito

## Formazione
- Gigi D'Alessio – voce
- Roberto D'Aquino – basso
- Carmine Napolitano – batteria
- Maurizio Fiordilisio – chitarra
- Pippo Seno – chitarra
- Adriano Pennino – pianoforte, tastiera
- Francesco D'Alessio – tastiera
- Rosario Jermano – percussioni

tastiere
- Claudia Arvati, Fabrizio Palma, Rossella Ruini, Luca Velletri - cori